# 聖女貞德受難記
《圣女贞德蒙难记》（法語：La Passion de Jeanne d'Arc）是一部1928年的法国无声电影，故事改编自圣女贞德的真实事迹，叙述了她作为英格兰俘虏所经历的审判和处决 。本片导演为卡尔·德莱叶，编剧为卡尔·德莱叶与约瑟夫·德泰尔，摄影为鲁道夫·马特，由玛丽娅·法尔康纳蒂与米歇尔·西蒙主演。本片被广泛承认为影史的一座里程碑 ，它的制作、德莱叶的导演和法尔康纳蒂的表演都位于影史最佳之列。

## 影像风格
《圣女贞德蒙难记》对演员面部表情的激进呈现手法使影片有了非同寻常的视觉效果。德莱叶用特写镜头拍摄了本片的大部分场景，他解释说：“问题，和答案——都非常短，非常清晰……每一个问题，每一个答案，都很自然地需要一个特写镜头……此外，特写镜头使观众变得像贞德一样震惊，他们像贞德一样受到质疑，并被质疑所折磨”。德莱叶也不允许演员化妆，而是让他们通过表情来讲述故事。这种拍法得以实现有赖于当时刚出现的全色胶片（panchromatic film），这种胶片能更忠实地纪录皮肤的颜色。